# Amblyopsoides halleyi
Amblyopsoides halleyi is een aasgarnalensoort uit de familie van de Mysidae. De wetenschappelijke naam van de soort is voor het eerst geldig gepubliceerd in 1990 door Ledoyer.